# Championnat de République dominicaine de football
Le championnat de République dominicaine de football (baptisé Liga Dominicana de Fútbol depuis 2015) est une compétition sous l'égide la Fédération de République dominicaine de football.

## Histoire
En mars 2015 est lancée la première ligue de football professionnel de République dominicaine.
Baptisée Liga Dominicana de Fútbol, elle remplace l'ancienne Primera División et est composée de 10 équipes sans promotions ni relégations. Pour la saison 2018, trois nouvelles équipes rejoignent la LDF : le Jarabacoa FC, l'Inter RD et l'Atlético San Francisco tandis que le Bauger FC se retire.

## Palmarès

### Campeonato Nacional
- 1970 : España FC[3]
- 1971 : España FC[4]
- 1972 : UCMM (Santiago de los Caballeros)[5]
- 1973 : UCMM (Santiago de los Caballeros)
- 1974 : UCMM (Santiago de los Caballeros)
- 1975 : Moca FC
- 1976 : Moca FC
- 1977 : Moca FC
- 1978 : Moca FC
- 1979/80 : inconnu
- 1981 : Universidad Autónoma (Santo Domingo)
- 1982/83 : inconnu
- 1984 : Moca FC
- 1985 : Moca FC
- 1986 : Moca FC
- 1987 : Moca FC
- 1988 : Universidad Autónoma (Santo Domingo)
- 1989 : Universidad Autónoma (Santo Domingo)
- 1990 : Universidad Autónoma (Santo Domingo)
- 1991 : Bancredicard FC (Santo Domingo)
- 1992 : Bancredicard FC (Santo Domingo)
- 1993 : San Cristóbal FC
- 1994 : Bancredicard FC (Santo Domingo)
- 1995 : Moca FC
- 1996 : Non disputé
- 1997 : FC Santos (San Cristóbal)
- 1998 : Domingo Savio (La Vega)
- 1999 : Moca FC
- 2000/01 : CD Pantoja (Pantoja)
- 2001/02 : inconnu
- 2002/03 : CD Pantoja (Pantoja)
- 2003/04 : Casa de España[6]
- 2005 : Jarabacoa[7]
- 2006 : Domingo Savio FC (La Vega)

### Liga Mayor
- 2001-2002 : Baninter (Jarabacoa)
- 2002-2003 : Baninter (Jarabacoa)
- 2003-2004 : Non disputée
- 2004-2005 : CD Pantoja (Pantoja)
- 2005-2006 : Non disputée
- 2007 : Barcelona FC (Santo Domingo)
- 2007-2008 : Non disputée
- 2009 : CD Pantoja (Pantoja)
- 2010 : Moca FC
- 2011-2012 : CD Pantoja (Pantoja)
- 2012-2013 : Moca FC
- 2014 : Moca FC

### Liga Dominicana de Fútbol
- 2015 : Atlético Pantoja
- 2016 : Barcelona Atlético
- 2017 : Atlántico FC
- 2018 : Cibao FC
- 2019 : Atlético Pantoja
- 2020 : Universidad O&M FC
- 2021 : Cibao FC
- 2022 : Cibao FC
- 2023 : Cibao FC
- 2024 : Cibao FC